# Gillian Hills
Gillian Hills (ur. 5 czerwca 1944 w Kairze) – brytyjsko-francuska aktorka, piosenkarka i ilustratorka, wnuczka polskiego poety Bolesława Leśmiana.

## Życiorys
Urodziła się 5 czerwca 1944 r. w Kairze jako córka Wandy Leśmianówny, córki Bolesława Leśmiana, oraz brytyjskiego nauczyciela i podróżnika Denisa Hillsa. Po porzuceniu przez ojca zamieszkała z matką w Nicei. Karierę filmową rozpoczęła jako nastolatka, kiedy wypatrzył ją reżyser Roger Vadim. Uznał ją za następczynię Brigitte Bardot powierzając rolę w swojej wersji Niebezpiecznych związków (1959). Początkowo miała zagrać rolę Cecile de Volanges, ale spotkało się to z oporem ze względu na jej młody wiek i Vadim napisał dla niej inną postać. Rok później wystąpiła w filmie Beat Girl, gdzie zagrała córkę głównego bohatera u boku Christophera Lee i Olivera Reeda. 
W 1960 r. rozpoczęła także karierę wokalistki, nagrywając z Henrim Salvadorem m.in. Près De La Cascade i Cha Cha Stop, a także EP-kę Allo Brigitte? Ne coupez pas!. Za sprawą kontraktu z Barclay Records jej utwory były inspirowane amerykańskim popem, a nie tradycyjną francuską muzyką rozrywkową. W efekcie stała się pionierką stylu YéYé we Francji. Największymi przebojami okazały się utwory Tut Tut Tut Tut (francuski cover piosenki zespołu The Lollipops Busy Signal), które później wykorzystano w serialu Gambit królowej oraz Zou Bisou Bisou, którą wykorzystano w soundtracku pierwszego odcinka piątego sezonu serialu Mad Men.  
W 1965 r. Gillian Hills zdecydowała się wrócić do Wielkiej Brytanii, by skupić się na karierze filmowej. Rok później zagrała w filmie Powiększenie obok Jane Birkin, żony Serge′a Gainsbourga, który trzy lata wcześniej napisał dla niej piosenkę. Choć nie osiągnęła dużych sukcesów zawodowych jako aktorka, zdecydowanie zapadła w pamięć dzięki epizodowi w Mechanicznej pomarańczy z 1971 r. oraz roli w Powiększeniu. Aktorka zakończyła występować w 1972 r., gdyż obsadzano ją wyłącznie w rolach, które podkreślały jej urodę. Po porzuceniu aktorstwa zaczęła pracę jako ilustratorka czasopism i książek. Jej pierwszą pracą była książka Alice Munro Dziewczęta i kobiety. 
W 2013 r. we współpracy z producentem, muzykiem i kompozytorem Peterem-Johnem Vettesem nagrała utwór Lili, który ma charakter autobiografii opisującej jej nastoletni okres w życiu. 
Wyszła za mąż za Stewarta Younga, który był menadżerem m.in. AC/DC, Emerson, Lake & Palmer, Cyndi Lauper i Scorpions.